# Cassville (Wisconsin)
Cassville è un comune degli Stati Uniti, situato in Wisconsin, nella Contea di Grant.